# Aporte (parapsicología)
En la parapsicología y el espiritismo, el aporte es la transferencia paranormal de un artículo desde un lugar a otro, o la aparición de un artículo desde un lugar desconocido, íntimamente relacionado con los fenómenos poltergeist y las sesiones espiritistas. El The Skeptic's Dictionary sostiene que dichos aportes ocurridos en sesiones son el resultado de trucos de magia. Un famoso aporte fraudulento es atribuido a Charles Bailey (1870-1947). Durante una sesión, Bailey produjo dos pájaros vivos que, aparentemente, se materializaron en el aire, pero fue desenmascarado pues el comerciante que le había vendido los pájaros estaba entre el público de la sesión. Los objetos más comunes que se producen en un fenómeno de aporte son piedras, flores, perfumes y animales. Donde se afirma que son "regalos" de los espíritus.
En marzo de 1902 en Berlín, oficiales de policía interrumpieron la sesión de aporte de la médium Frau Anna Rothe, que tuvo que ser sometida y esposada. Durante el examen físico realizado por la policía a Rothe, encontraron 157 flores, naranjas y limones entre sus enaguas. Fue arrestada y acusada de fraude. Después de un juicio que duró seis días, fue sentenciada a dieciocho meses de prisión.
En 1926, Heinrich Melzer fue acusado de fraude y apresado en la habitación donde realizaba sus sesiones espiritistas, donde encontraron pequeñas piedras pegadas en la parte de atrás de sus orejas con cintas adhesivas color piel. Según Terence Hines, algunas médiums llegan tan lejos que son capaces de ocultar en sus ropas o manga objetos que serán "aportados" durante una sesión espiritista, para afirmar que han sido fabricadas por una "entidad ectoplasmática" durante la sesión.
Los fenómenos de aporte en sesiones espiritistas fueron muy populares entre los caballeros de la Época Victoriana donde no abundaba el escepticismo y era altamente improbable que hicieran preguntas." Hay muchos casos donde los objetos aportados han sido sometidas a contrabando.